# 23712 Willpatrick
Willpatrick (asteroide 23712) é um asteroide da cintura principal, a 1,7892797 UA. Possui uma excentricidade de 0,246632 e um período orbital de 1 336,92 dias (3,66 anos).
Willpatrick tem uma velocidade orbital média de 19,32667812 km/s e uma inclinação de 23,49245º.
Este asteroide foi descoberto em 1 de Janeiro de 1998 por W. G. Dillon, E. R. Dillon.